# 王宁 (武警少將)
王寧，男，中國共產黨黨員，中华人民共和国政治人物、軍事人物。

## 生平
現任武警云南總隊司令員，少將警銜。